# 貝胡卡爾
22°55′58″N 82°23′13″W / 22.93278°N 82.38694°W

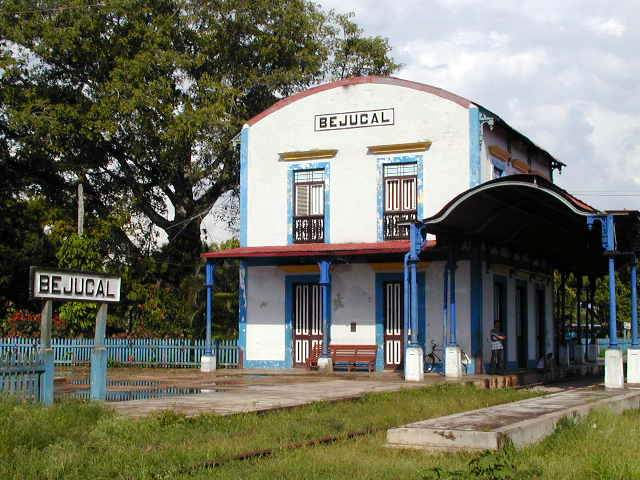

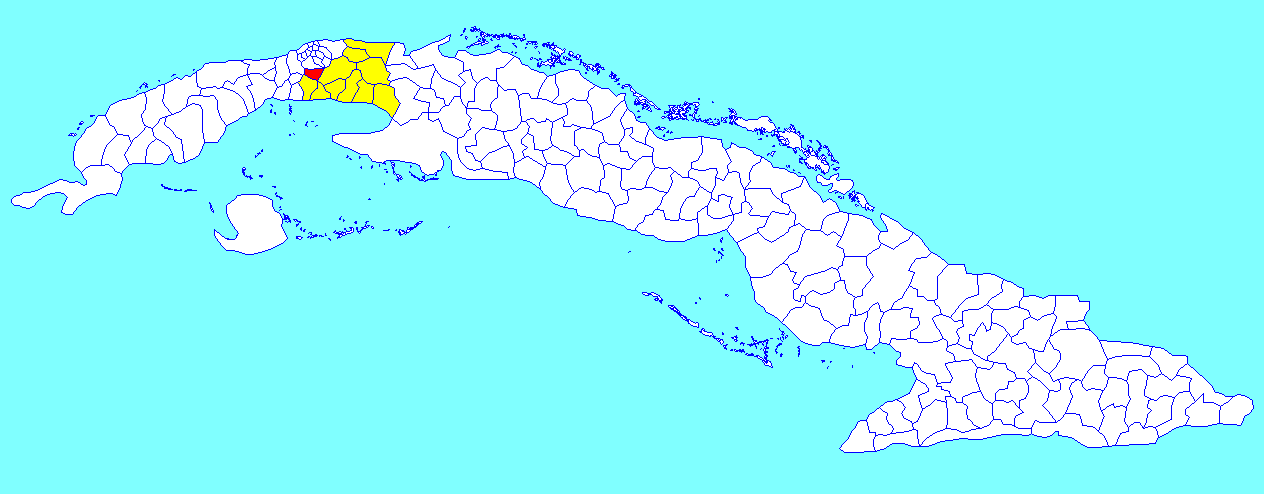

貝胡卡爾（西班牙語：Bejucal），是古巴的城鎮，位於該國西部，由瑪雅貝克省負責管轄，始建於1874年，面積120平方公里，海拔高度105米，2004年人口25,425，人口密度每平方公里211.9人。